# Goliathinscriptie
De Goliathinscriptie is een Filistijnse inscriptie, gevonden in 2005 bij opgravingen in Tell es-Safi, in de oudheid bekend als Gat.
De inscriptie is ingekerfd in een potscherf, die op basis van de stratigrafie wordt gedateerd in de 10e of het begin van de 9e eeuw v.Chr. (IJzertijd IIA). Daarmee is het tot op heden de oudste Filistijnse inscriptie in semitisch schrift. De letters zijn geschreven in het oude proto-Kanaänitische consonantenschrift, nauw verwant met het Fenicisch alfabet.
De tekst van de inscriptie bestaat uit twee namen, die zich laten translitereren als Alwt en Wlt. Beide namen zijn Indo-Europees van oorsprong en worden in verband gebracht met de Lydische naam Alyattes. Reeds lang voor de vondst van de inscriptie was deze naam voorgesteld als mogelijke etymologie voor de naam Goliat, die bekend is uit de Hebreeuwse Bijbel. Overigens is het uitgesloten dat de namen op de potscherf naar de Bijbelse Goliat verwijzen, aangezien de koning David (die volgens het Bijbelse verhaal de reus Goliat versloeg) volgens de Bijbelse chronologie zo'n honderd jaar eerder leefde (meestal wordt Davids koningschap gedateerd rond het jaar 1000 v.Chr.). Wel kan uit de inscriptie worden opgemaakt dat de naam Goliat inderdaad een Filistijnse naam was, van Indo-Europese oorsprong, die in de stad Gat voorkwam.
De inscriptie is van belang voor de Filistijnse geschiedenis, omdat eruit blijkt dat reeds in de 10e of begin 9e eeuw de Filistijnen het semitisch schrift hebben overgenomen. Oudere inscripties gevonden in Askelon zijn geschreven in Cypro-Minoïsch schrift. Daarmee vormt de Goliathinscriptie een belangrijke aanwijzing voor de culturele assimilatie van de Filistijnen aan de Semitische cultuur.